# ITI Neovision

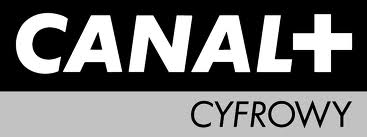
Ehemaliges Logo von Canal+ Cyfrowy

ITI Neovision ist Betreiber der polnischen Satellitenplattform nc+ und seit 2. Juni 2014 der polnischen Canal+-Sender sowie deren Themenkanäle. Es gehört zur Groupe Canal+ (51 %), TVN (32 %) und Liberty Global (17 %).

## Fusion mit Canal+ Cyfrowy
Canal+ Cyfrowy war ein polnisches Unternehmen, welches zu 75 % der Groupe Canal+ und zu 25 % Liberty Global gehörte. Canal+ Cyfrowy war Betreiber der polnischen Satellitenplattform Cyfra+, der polnischen Canal+-Sender sowie deren Themenkanäle. Diese werden momentan zusätzlich bei über 350 polnischen Kabelprovidern verbreitet.
Am 30. Oktober 2012 beschlossen die Canal+-Gruppe sowie die ITI-Gruppe eine strategische Partnerschaft, welche eine Fusion der beiden Satellitenplattformen Cyfra+ und n zu nc+ zur Folge hat. Diese startete am 21. März 2013, dem 18. Geburtstag von Canal+ Polska. Am 2. Juni 2014 fusionierte Canal+ Cyfrowy mit ITI Neovision zu einem Unternehmen zusammen.

## Anteilsbesitz
Im Gegensatz zu ihrem früheren Namen (ITI Neovision) hält die ITI-Gruppe derzeit keine Anteile an Canal+ Polska. Hauptanteilseigner ist die Groupe Canal+, die sich im Besitz von Vivendi befindet, mit 51 % der Anteile; die restlichen Anteile werden von TVN Media mit 32 % der Anteile gehalten (TVN ist derzeit zu 100 % im Besitz von Warner Bros. Discovery, früher sowohl im Besitz von ITI als auch von Groupe Canal+ und SNI) und Liberty Global (über seine Tochtergesellschaft LGI Ventures B.V.) – 17 %.